# Cladaster validus
Cladaster validus is een zeester uit de familie Goniasteridae.
De wetenschappelijke naam van de soort werd in 1910 gepubliceerd door Walter Kenrick Fisher.